# Bahnhof Neunkirch
Bahnhof Neunkirch ist der einzige Bahnhof in der Gemeinde Neunkirch im schweizerischen Kanton Schaffhausen. Als Teil des Bundeseisenbahnvermögens steht er im Eigentum der Bundesrepublik Deutschland.

## Geschichte

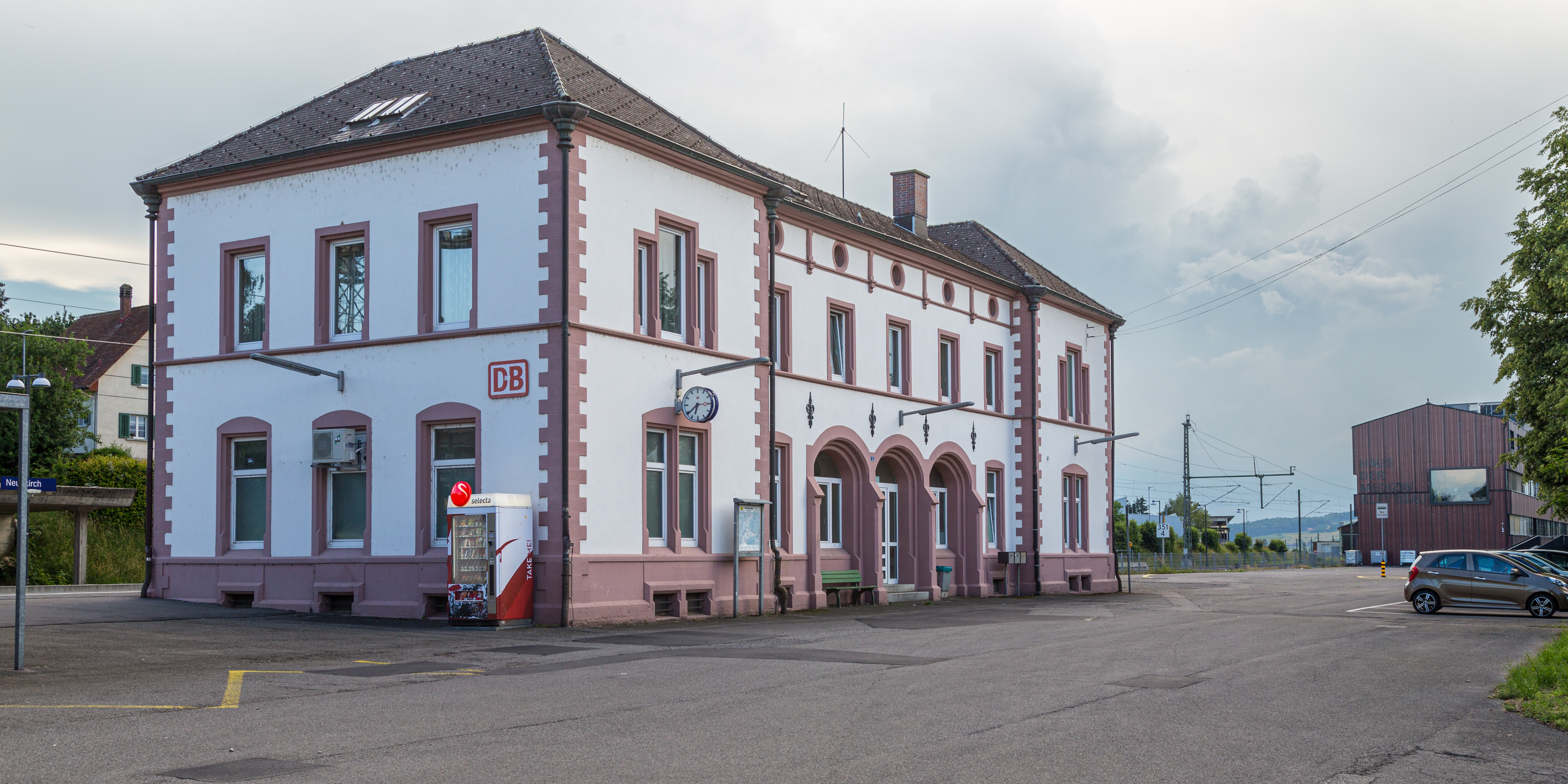
Bahnhofsgebäude Neunkirch, Strassenseite (2018)

Neunkirch sollte nach den ursprünglichen Plänen der Großherzoglich Badischen Staatseisenbahnen (BadStB) nicht an die Hochrheinbahn angebunden werden, da diese die Interessen des Großherzogtums Baden vertraten, die den Anschluss aller badischen Amtsstädte an das badische Bahnnetz beinhalteten. Somit schlugen die BadStB eine Streckenführung von Erzingen via Wangental zur badischen Amtsstadt Jestetten vor. Neunkirch wäre somit wie alle anderen Gemeinden in den Bezirken Unterklettgau und Oberklettgau ohne Bahnanschluss geblieben. Die vorgeschlagene Streckenführung wurde am 14. April 1857 vom Grossen Rat des Kanton Schaffhausen beschlossen. Die drei Ratsmitglieder des Bezirks Unterklettgau gingen gegen diesen Beschluss vor, um die Interessen ihres Bezirks durchzusetzen. Die resultierende Eskalation bis zum Bundesrat Jakob Stämpfli sorgte dafür, dass diese Entscheidung zugunsten einer Streckenvariante durch die Schaffhauser Bezirke Unter- und Oberklettgau revidiert wurde. Diese Entscheidung im Jahr 1858 wurde mit 101 Salutschüssen von der Beringer Enge bis in den Unterklettgau hinaus verkündet. Der Streit um die Streckenführung ging weiter, da die Gemeinden im Unterklettgau um die Nord- oder Südvariante stritten. Mit der Nordvariante wäre Neunkirch ohne Bahnanschluss geblieben, lediglich bei der Südvariante wurde in Neunkirch eine Bahnstation vorgesehen. Anfang des Jahres 1860 entschieden sich die eidgenössischen Räte endgültig für die Südvariante, womit auch Neunkirch als kleinste Stadt des Kantons Schaffhausen einen Bahnanschluss an Schaffhausen bekam.
Das Neunkircher Empfangsgebäude wurde von Anfang an als Stationsgebäude 1. Klasse errichtet, was keineswegs selbstverständlich war, da das des Nachbarbahnhofs in Beringen und sogar das des Knotenbahnhofs in Schaffhausen anfänglich als Provisorium erstellt wurden. Am 13. Juni 1863 eröffneten die Großherzoglich Badischen Staatseisenbahnen den Bahnhof zusammen mit dem Streckenabschnitt Waldshut–Konstanz.
1928 wurde im Bahnhof das mechanische Fahrdienstleiterstellwerk Nf der Bauform Bruchsal J in Betrieb genommen.
Mit der deutschen Bahnreform 1994 wurde der Bahnhof zusammen mit der Strecke auf Schweizer Staatsgebiet ein Teil des Bundeseisenbahnvermögens und gehört seitdem zu den letzten Bahnhöfen in unmittelbarem Besitz der Bundesrepublik Deutschland.
Ab November 2012 wurde mit dem zweigleisigen Ausbau des Abschnitts Erzingen (Baden)–Schaffhausen der Hochrheinbahn für die S-Bahn Schaffhausen auch der Bahnhof Neunkirch mit einer Oberleitung elektrifiziert, geringfügig für das zweite Streckengleis umgebaut sowie barrierefrei ausgebaut. Die beiden Bahnübergänge der Hauptstrasse 13 Grosser Letten im östlichen Bahnhofskopf und Erlen östlich des Bahnhofs wurden aufgehoben. An Stelle der Strasse wurde eine Unterführung für den Langsamverkehr sowie daneben eine Unterführung der Grebenstrasse errichtet. Im Gebiet Erlen wurde als Ersatz für den Langsamverkehr und den landwirtschaftlichen Verkehr eine Brücke über die Bahnstrecke gebaut. Am 5. Oktober 2013 wurde im Bahnhof der Abschluss der Arbeiten gefeiert und ein Triebzug der DB-Baureihe 426 nach dem Namen der Gemeinde Neunkirch getauft. Die Gesamtkosten im Bereich Neunkirch wurden 2012 in einer Höhe von 19,5 Millionen Franken, davon 6,5 Millionen Franken von der Deutschen Bahn getragen, angegeben. Die beiden Bahnsteige haben eine Höhe von 55 Zentimetern und Längen von 165 und 170 Metern.
Die Gemeinde beschloss 2021, zusätzlich zum unmittelbar östlich der Bahnsteige gelegenen Bahnübergang Kleiner Letten, der auch als Bahnsteigzugang dient, eine Unterführung auf Höhe der Bahnsteige zu errichten.
Der Ersatz des mechanischen Stellwerks durch ein elektronisches Stellwerk, das vom Bahnhof Thayngen aus ferngesteuert wird und den benachbarten Bahnhof Wilchingen-Hallau fernstellt, ist für das Jahr 2027 geplant. Der Verein Kulturgschicht Nüchilch und die Arbeitsgruppe historisches Stellwerk Bahnhof Neunkirch der Gemeinde Neunkirch planen, unter finanzieller Unterstützung des Regionalen Naturparks Schaffhausen im ehemaligen Wartesaal ein Museum aufzubauen und nach der Ausserbetriebnahme des mechanischen Stellwerks dieses als Museumsstellwerk zu erhalten. Dafür wurde mit dem Ziel, das Museum 2024[veraltet] zu eröffnen, 2022 der Verein SMK – Stellwerkmuseum Klettgau gegründet.

## Verkehr
Seit dem Beginn des Fahrplanjahres 2014 verkehrt die S-Bahn Schaffhausen zwischen Schaffhausen und Erzingen (Baden) mit regulärem Halt in Neunkirch im Halbstundentakt.
Vor dem Neunkircher Empfangsgebäude befindet sich die Endhaltestelle der Buslinie 21 der Verkehrsbetriebe Schaffhausen.